# Bòvids
Els bòvids (Bovidae) són una família de mamífers artiodàctils. El grup inclou búfals, bisons, antílops, gaseles, bous, ovelles, cabres i búfals d'aigua, entre d'altres.

## Característiques

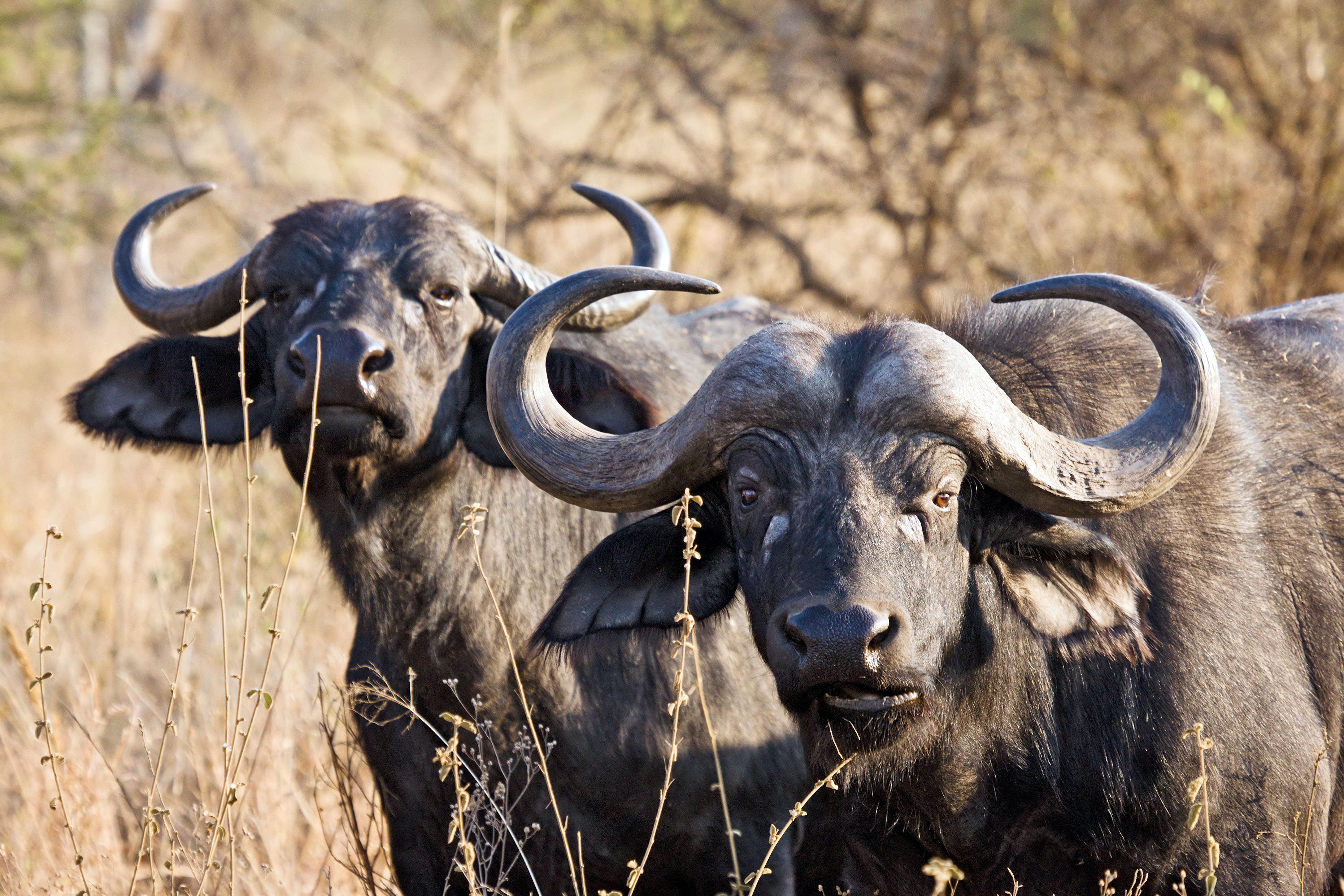
Els bòvids tenen banyes sense ramificacions.

Tots els bòvids tenen la forma bàsica semblant: un musell amb un extrem rom, un o més parells de banyes (generalment presents en els mascles) immediatament després de les orelles ovalades o punxegudes, un coll i extremitats diferents en llargària i una cua que varien en longitud i tupidesa segons l'espècie. La majoria de bòvids exhibeixen dimorfisme sexual, amb mascles normalment més grans i més pesats que les femelles. El dimorfisme sexual és més destacat en els bòvids de mida mitjana i gran. Tots els bòvids tenen quatre dits a cada peu: caminen sobre els dos centrals (les peülles), mentre que els dos exteriors són molt més petits i poques vegades toquen el terra.
Els bòvids mostren una gran variació de mida: el gaur pot pesar més de 1.500 kg i fer 2,2 m d'alçada a l'espatlla. L'antílop reial, en fort contrast, només fa 25 cm d'alçada i pesa com a màxim 3 kg. L'antílop salta-roques, un altre antílop petit, fa 45-60 cm a l'espatlla i només pesa 10-20 kg.
Es produeixen diferències en la coloració del pelatge, que van des d'un blanc pàl·lid (com a l'òrix d'Aràbia) al negre (com al nyu de cua blanca).
Tanmateix, només s'observen comunament els tons intermedis, com el marró i el marró vermellós (com en el redunca). En diverses espècies , les femelles i els jovens presenten un pelatge de color clar, mentre que els dels mascles s'enfosqueixen amb l'edat. Com en el nyu, el pelatge pot estar marcat amb ratlles prominents o tènues. En algunes espècies com l'addax, el color del pelatge pot variar segons l'estació. Les glàndules odoríferes i les glàndules sebàcies solen estar presents.
Algunes espècies, com ara l'òrix del Cap, l'antílop sabre i la gasela de Grant, estan camuflades amb marques facials fortament disruptives que amaguen el ull altament reconeixible. Moltes espècies, com ara les gaseles, poden barrejar-se amb el fons, mitjançant contraombreig. Els contorns de molts bòvids estan trencats amb una coloració disruptiva atrevida, els patrons fortament contrastats ajuden a retardar el reconeixement als depredadors. No obstant això, tots els Hipotragins (inclòs l'òrix del Cap) tenen cossos pàl·lids i cares amb marques conspicues. El zoòleg Tim Caro descriu això com a difícil d'explicar, però donat que les espècies són diürnes, suggereix que les marques poden funcionar en la comunicació.
Excepte algunes formes domesticades, tots els bovids mascles tenen banyes i, en moltes espècies, les femelles també tenen banyes. La mida i la forma de les banyes varien molt, però l'estructura bàsica és un parell de protuberàncies òssies simples sense branques, sovint amb una forma espiral, retorçada o estriada, cadascuna coberta amb una beina permanent de queratina. Encara que les banyes es troben en un sol parell en gairebé totes les espècies de bovids, hi ha excepcions com l'antílop quadricorni i l'ovella de Jacob. L'estructura única de les banyes és l'única característica morfològica inequívoca dels bòvids que els distingeix d'altres pècors. Hi ha una alta correlació entre la morfologia de la banya i el comportament de lluita de l'individu. Els mascles amb banyes dirigides cap a dins són monògams i solitaris, mentre que els que tenen banyes dirigides cap a l'exterior solen ser poligins. Aquests resultats es van trobar independents de la mida del cos.
El desenvolupament de les banyes masculines s'ha relacionat amb la selecció sexual: les banyes són petites espigues en els duiquers monògams i altres antílops petits, mentre que en els poligins són grans i estan formades de forma elaborada (per exemple, en una estructura espiral, com en l'eland de Derby). Així, fins a cert punt, les banyes representen el grau de competència entre els mascles d'una espècie. No obstant això, la presència de banyes en femelles és probablement deguda a la selecció natural. Les banyes de les femelles solen ser més petites que les dels mascles, i de vegades tenen una forma diferent. Es creu que les banyes dels bòvids femelles han evolucionat per defensar-se contra els depredadors o per expressar territorialitat, ja que les femelles no territorials, que poden utilitzar cripsi per a la defensa dels depredadors, sovint no tenen banyes. Les femelles només tenen banyes a la meitat dels gèneres de bovids, i les femelles d'aquests gèneres són més pesades que les de la resta. Les femelles utilitzen banyes principalment per apunyalar.

## Taxonomia
La família Bovidae es col·loca a l'ordre dels artiodàctils (que inclou els ungulats). Inclou 143 espècies existents, que representen gairebé el 55% dels ungulats, i 300 espècies extingides conegudes.
Fins a principis del segle xxi s'entenia que la família Moschidae (cérvol mesquer) era germana dels Cervidae. No obstant això, un estudi filogenètic de 2003 d'Alexandre Hassanin (del Museu Nacional d'Història Natural, França) i col·legues, basat en anàlisis mitocondrials i nuclears, van revelar que Moschidae i Bovidae formen un clade germà al dels Cervidae. Segons l'estudi, els Cervidae van divergir del clade Bovidae-Moschidae fa entre 27 i 28 milions d'anys.
- Ordre Artiodactyla
  - Subordre Ruminantia
    - Infraordre Pecora
      - Família Bovidae
        - Subfamília Bovinae: bous
        - Subfamília Cephalophinae: antílops africans
        - Subfamília Hippotraginae: antílops
        - Subfamília Antilopinae: gaseles, antílops nans i la saiga
        - Subfamília Caprinae: ovelles i cabres
        - Subfamília Reduncinae: antílops
        - Subfamília Aepycerotinae: impales
        - Subfamília Peleinae: rheboks
        - Subfamília Alcelaphinae: nyus i tsessebes
        - Subfamília Pantholopinae: txiru

### Cladograma
|              | Bubalina                 |
|              |                          |
|              | \| Pseudorygina \| \| \| |
|              |                          |
| Pseudorygina |                          |
|              |                          |

| Pseudorygina |
|              |

|              | Bubalina                 |
|              |                          |
|              | \| Pseudorygina \| \| \| |
|              |                          |
| Pseudorygina |                          |
|              |                          |

| Pseudorygina |
|              |

|              | Bubalina                 |
|              |                          |
|              | \| Pseudorygina \| \| \| |
|              |                          |
| Pseudorygina |                          |
|              |                          |

| Pseudorygina |
|              |

|              | Bubalina                 |
|              |                          |
|              | \| Pseudorygina \| \| \| |
|              |                          |
| Pseudorygina |                          |
|              |                          |

| Pseudorygina |
|              |

|              | Bubalina                 |
|              |                          |
|              | \| Pseudorygina \| \| \| |
|              |                          |
| Pseudorygina |                          |
|              |                          |

| Pseudorygina |
|              |

|              | Bubalina                 |
|              |                          |
|              | \| Pseudorygina \| \| \| |
|              |                          |
| Pseudorygina |                          |
|              |                          |

| Pseudorygina |
|              |

|              | Bubalina                 |
|              |                          |
|              | \| Pseudorygina \| \| \| |
|              |                          |
| Pseudorygina |                          |
|              |                          |

| Pseudorygina |
|              |

|              | Bubalina                 |
|              |                          |
|              | \| Pseudorygina \| \| \| |
|              |                          |
| Pseudorygina |                          |
|              |                          |

| Pseudorygina |
|              |

|              | \| Hippotragini \| \| \| |
|              |                          |
|              | Caprinae                 |
|              |                          |
| Hippotragini |                          |
|              |                          |

| Hippotragini |
|              |

|              | \| Hippotragini \| \| \| |
|              |                          |
|              | Caprinae                 |
|              |                          |
| Hippotragini |                          |
|              |                          |

| Hippotragini |
|              |

|              | \| Hippotragini \| \| \| |
|              |                          |
|              | Caprinae                 |
|              |                          |
| Hippotragini |                          |
|              |                          |

| Hippotragini |
|              |

|              | \| Hippotragini \| \| \| |
|              |                          |
|              | Caprinae                 |
|              |                          |
| Hippotragini |                          |
|              |                          |

| Hippotragini |
|              |

|              | \| Hippotragini \| \| \| |
|              |                          |
|              | Caprinae                 |
|              |                          |
| Hippotragini |                          |
|              |                          |

| Hippotragini |
|              |

|              | \| Hippotragini \| \| \| |
|              |                          |
|              | Caprinae                 |
|              |                          |
| Hippotragini |                          |
|              |                          |

| Hippotragini |
|              |

|              | \| Hippotragini \| \| \| |
|              |                          |
|              | Caprinae                 |
|              |                          |
| Hippotragini |                          |
|              |                          |

| Hippotragini |
|              |

|              | \| Hippotragini \| \| \| |
|              |                          |
|              | Caprinae                 |
|              |                          |
| Hippotragini |                          |
|              |                          |

| Hippotragini |
|              |

|              | Bubalina                 |
|              |                          |
|              | \| Pseudorygina \| \| \| |
|              |                          |
| Pseudorygina |                          |
|              |                          |

| Pseudorygina |
|              |

|              | Bubalina                 |
|              |                          |
|              | \| Pseudorygina \| \| \| |
|              |                          |
| Pseudorygina |                          |
|              |                          |

| Pseudorygina |
|              |

|              | Bubalina                 |
|              |                          |
|              | \| Pseudorygina \| \| \| |
|              |                          |
| Pseudorygina |                          |
|              |                          |

| Pseudorygina |
|              |

|              | Bubalina                 |
|              |                          |
|              | \| Pseudorygina \| \| \| |
|              |                          |
| Pseudorygina |                          |
|              |                          |

| Pseudorygina |
|              |

|              | Bubalina                 |
|              |                          |
|              | \| Pseudorygina \| \| \| |
|              |                          |
| Pseudorygina |                          |
|              |                          |

| Pseudorygina |
|              |

|              | Bubalina                 |
|              |                          |
|              | \| Pseudorygina \| \| \| |
|              |                          |
| Pseudorygina |                          |
|              |                          |

| Pseudorygina |
|              |

|              | Bubalina                 |
|              |                          |
|              | \| Pseudorygina \| \| \| |
|              |                          |
| Pseudorygina |                          |
|              |                          |

| Pseudorygina |
|              |

|              | Bubalina                 |
|              |                          |
|              | \| Pseudorygina \| \| \| |
|              |                          |
| Pseudorygina |                          |
|              |                          |

| Pseudorygina |
|              |

|              | \| Hippotragini \| \| \| |
|              |                          |
|              | Caprinae                 |
|              |                          |
| Hippotragini |                          |
|              |                          |

| Hippotragini |
|              |

|              | \| Hippotragini \| \| \| |
|              |                          |
|              | Caprinae                 |
|              |                          |
| Hippotragini |                          |
|              |                          |

| Hippotragini |
|              |

|              | \| Hippotragini \| \| \| |
|              |                          |
|              | Caprinae                 |
|              |                          |
| Hippotragini |                          |
|              |                          |

| Hippotragini |
|              |

|              | \| Hippotragini \| \| \| |
|              |                          |
|              | Caprinae                 |
|              |                          |
| Hippotragini |                          |
|              |                          |

| Hippotragini |
|              |

|              | \| Hippotragini \| \| \| |
|              |                          |
|              | Caprinae                 |
|              |                          |
| Hippotragini |                          |
|              |                          |

| Hippotragini |
|              |

|              | \| Hippotragini \| \| \| |
|              |                          |
|              | Caprinae                 |
|              |                          |
| Hippotragini |                          |
|              |                          |

| Hippotragini |
|              |

|              | \| Hippotragini \| \| \| |
|              |                          |
|              | Caprinae                 |
|              |                          |
| Hippotragini |                          |
|              |                          |

| Hippotragini |
|              |

|              | \| Hippotragini \| \| \| |
|              |                          |
|              | Caprinae                 |
|              |                          |
| Hippotragini |                          |
|              |                          |

| Hippotragini |
|              |

## Distribució
La majoria de les diverses espècies de bòvids es troben a l'Àfrica. La concentració màxima es troba a les sabanes de l'est d'Àfrica. Depenent dels seus hàbits d'alimentació, diverses espècies estan adaptades a grans extensions de terra i, per tant, s'observen diverses variacions en la morfologia dental i de les extremitats. El duiquer habita a les selves tropicals equatorials, el sitatunga, i el cob lichi es troba a prop dels pantans, l'eland habita les praderies, el springbok i l'òrix es troben als deserts, el bongo i l'anoa viuen als boscos densos, i la cabra blanca i el taquin viuen a gran altitud. Algunes espècies de bòvids també es troben a Europa, Àsia i Amèrica del Nord. Les ovelles i les cabres es troben principalment a Euràsia, tot i que el be de Barbaria i la cabra dels Alps formen part de la fauna africana. El bou mesquer està confinat a la tundra àrtica. Diverses espècies de bovids han estat domesticades per l'ésser humà. La domesticació de cabres i ovelles va començar fa 10 mil anys, mentre que els bous van ser domesticat fa uns 7.500 anys.